# Río Nagold
El Nagold es un río de 91 kilómetros de longitud situado en Baden-Württemberg, en el suroeste de Alemania. Afluente del Enz, da nombre a la ciudad de Nagold. Se une al Enz en el centro de la ciudad de Pforzheim.

## Geografía Física

### General
El Nagold tiene 90,7 kilómetros de longitud y tiene su nacimiento en Urnagold en el municipio de Seewald en el norte de la Selva Negra y fluye en dirección este más allá de Nagold, Calw y Liebenzell y se une al Enz en Pforzheim, cerca de lo que ahora es el Parkhotel Pforzheim.
El Nagold fluye principalmente a través de la Selva Negra. Alrededor de la ciudad de Nagold (entre Rohrdorf y Pfrondorf ) fluye a través de la región de Heckengäu. En el Pforzheimer Kupferhammer, se adentra en el valle de Pforzheim Enz, que, como el Heckengäu, también pertenece a la región natural del Gäu .
El Nagold se considera por convención un afluente del Enz. Sin embargo, lleva más agua que el curso superior del Enz en su confluencia, es más largo por un factor de aproximadamente 2, y tiene una cuenca mayor por un factor de 3,5. Por lo tanto, desde el punto de vista hidrográfico, la línea principal del sistema fluvial Enz-Nagold discurre a lo largo de ellos. El Enz superior, sin embargo, tiene el valle más ancho y mantiene su dirección de flujo.
El curso superior del Nagold discurre predominantemente hacia el este y el sureste hasta la ciudad de Nagold, donde gira casi por completo, para dirigirse a Pforzheim, principalmente en dirección norte. El Nagold ha formado numerosos bucles y "colinas de meandro" (Umlaufberge), por ejemplo en Pfrondorf (Bettenberg), en Wildberg, en Hof Waldeck (colina de Schlossberg y castillo de Waldeck), cerca de Tannenberg (Rudersberg, con castillo) y en Weißenstein.
El Nagold nace en un manantial llamado Nagoldursprung en Urnagold, en el municipio de Seewald, en el territorio de Besenfeld. Después de unos pocos kilómetros, en Erzgrube, el Nagold se embalsa para formar el embalse de Nagold. Hasta el primer pueblo, Altensteig, el valle del Nagold está casi deshabitado. Frente a Rohrdorf, el Nagold abandona la Selva Negra, hace su gran cambio de dirección al pie de las ruinas de Hohennagold y entra de nuevo en la Selva Negra al norte de Pfrondorf.
El Nagold pasa ahora por las colinas de los meandros antes mencionados, así como por sus asentamientos más importantes: Wildberg, Calw, Hirsau y Bad Liebenzell. Entre Dillstein y Pforzheim, el Nagold abandona la Selva Negra y se adentra en la antigua ciudad de Pforzheim fusionándose con el Enz por la derecha y el sur. El Enz continúa hacia el este hasta Besigheim, donde desemboca en el Neckar.

### Afluentes
Los principales afluentes del Nagold son:
- Zinsbach, un afluente de la derecha, 13,3 km de largo con 33,8 km² de captación, que se une al Nagold antes de la ciudad de Altensteig
- Köllbach, un afluente de la izquierda, 10.0 km de largo con 29,9 km² de captación, que se une después de la ciudad de Altensteig
- Waldach, un afluente de la derecha, 24,7 km de largo con 157,1 Cuenca de captación de km², que se une en Nagold Knee ( Nagoldknie ) en el distrito de Nagold
- Teinach, un afluente de la izquierda, 15,4 km de largo con una cuenca de captación de 61,5 km², que se une cerca de Teinachtal.
- Würm, un afluente a la derecha, 53,9 km de largo con una cuenca de captación de 418,3 km², que se une al sur de Pforzheim, poco antes de salir de la Selva Negra.

## Geografía política
El Nagold atraviesa los condados de Freudenstadt, Calw y Pforzheim (condado urbano).
Hasta las grandes convulsiones territoriales de 1803 y 1806, el curso del Nagold se encontraba predominantemente en el territorio del antiguo Württemberg. Algunas zonas más pequeñas pertenecían al Margraviato de Baden o a la Orden de San Juan. Altensteig, Nagold, Wildberg, Calw y Liebenzell eran los centros administrativos del Viejo Württemberg; Hirsau y Reuthin eran fincas monásticas del Viejo Württemberg. La abadía de Hirsau fue importante en la historia europea. Las actuales zonas alrededor de Pforzheim (territorios de Weißenstein, Dillstein y Pforzheim) pertenecían a Baden. Rohrdorf fue la sede de una encomienda de la Orden de San Juan bajo la soberanía de Württemberg.

## Transporte

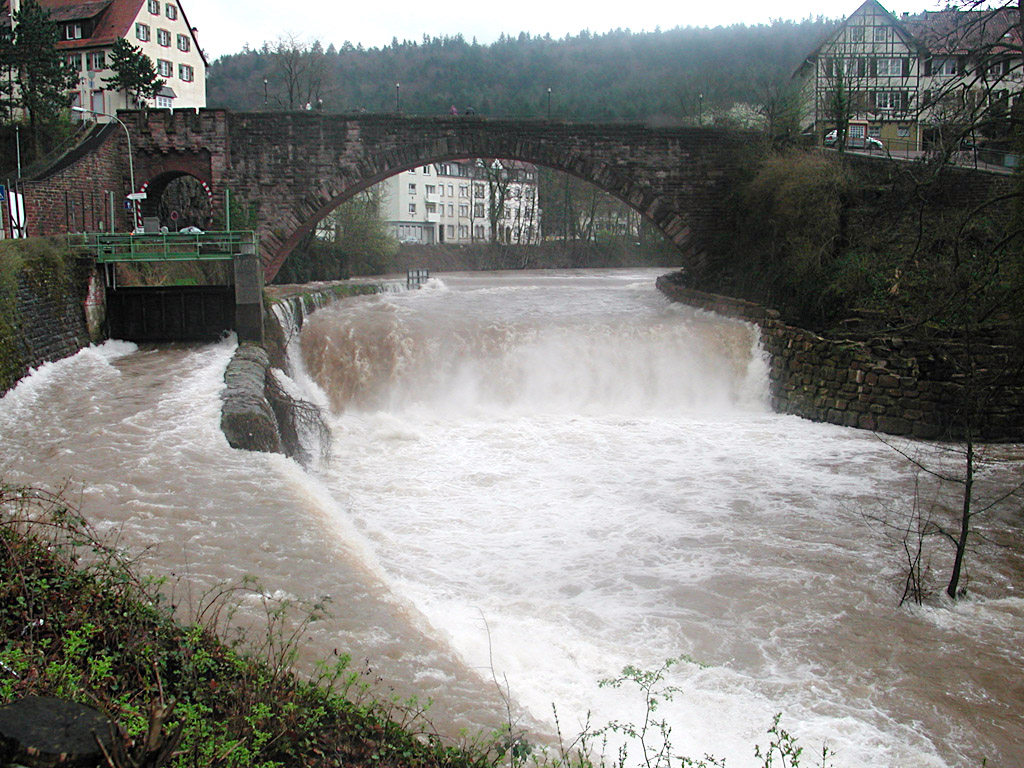
El Nagold en Weißenstein con el puente de arco al fondo

El valle del Nagold, entre Pforzheim y Altensteig, constituye la columna vertebral de varios ejes de transporte principales. El tráfico norte-sur entre Pforzheim y Nagold y más allá hacia Horb es cubierto por la B 463 y el ferrocarril del valle de Nagold. Entre Nagold y Altensteig, el valle de Nagold recoge el importante enlace este-oeste de la B 28 (cuyo tráfico, sin embargo, se desplaza cada vez más hacia el sur, hacia el enlace directo entre Freudenstadt, Horb y Tubinga, ya que la B 28 entre Tubinga y Freudenstadt vía Herrenberg, Nagold y Altensteig discurre en un gran arco hacia el norte). Hasta su cierre en 1967 existía un ferrocarril de vía estrecha entre Nagold y Altensteig: el Altensteigerle.

## Economía
El transporte de madera en balsa fue importante en la Selva Negra hasta principios del siglo XX. Al igual que el Enz, el Nagold se utilizaba para transportar troncos. Muchas localidades, como Weißenstein, se ganaban la vida con el transporte de madera y para ello se crearon estanques en el río, por ejemplo, cerca del pueblo de Erzgrube
En la Selva Negra hoy, la industria maderera sigue siendo importante; alrededor de Nagold la agricultura es más prominente. La industria pesada y las industrias de servicios desempeñan un papel clave, especialmente en Pforzheim (joyería, metales preciosos, relojes, negocios, administración), así como en Ebhausen, Nagold, Kentheim (histórica fábrica de algodón), Calw (ciudad del condado) y Liebenzell (spa).

## Áreas protegidas
En su camino hacia su confluencia con el Enz, el Nagold atraviesa principalmente áreas protegidas.
1. En sus tramos superiores en el condado de Freudenstadt se encuentra el área protegida de Nagoldtal, que cubre 555,5 hectáreas, que fue establecida el 1 de julio de 1991 con el número 2.37.044 por el ayuntamiento de Freudenstadt.
2. En el condado de Calw, el área protegida todavía se llama Nagoldtal. Cubre 4.384 hectáreas y fue establecida por el ayuntamiento de Calw como no. 2.35.037 el 24 de noviembre de 1971.
3. En su tramo inferior hasta su desembocadura, el Nagold fluye a través del área protegida de Landschaftsschutzgebiet für den Stadtkreis Pforzheim, establecida por el ayuntamiento de Pforzheim como no. 2.31.001 el 12 de diciembre de 1994.

## Literatura
- Max Scheifele: Als die Wälder auf Reisen gingen. Flößerei im Enz-Nagold-Gebiet . Verlag G. Braun, Karlsruhe, 1996,ISBN 3-7650-8164-7 .